# パベル・ブドスキー
パベル・ブドスキー（Pavel Budsky、1975年10月3日 - ）は、チェコ共和国出身の野球選手（内野手）。

## 経歴・人物
1997年に、カンザスシティ・ロイヤルズに入団した。ルーキーリーグで投手としてプレーしていた。同年限りで、退団した。
2007年8月に行われた北京五輪テスト大会では福岡ソフトバンクホークスの大場翔太から、左腕で払うようなバッティングで本塁打を放った。
2012年9月には、第3回WBC予選のチェコ代表に選出された。

## 選手としての特徴
- 2メートルを超える長身と体格を武器としたパワーが売りの長距離バッター。
- チェコ代表では主軸を務める。

## タイトル
- 最多本塁打（2008年）